# عبد الرحمان سليمان
عبد الرحمان سليمان (بالإندونيسية: Abdul Rahman Sulaeman)‏ (14 مايو 1988 بماكاسار في إندونيسيا - ) هو لاعب كرة قدم إندونيسي في مركز قلب الدفاع. شارك مع منتخب إندونيسيا تحت 23 سنة لكرة القدم ومنتخب إندونيسيا لكرة القدم. أما مع النوادي، فقد لعب مع برسيب باندونغ ونادي سريويجايا ونادي سيمين بادانغ ومادورا يونايتد وبيرسيتا تانغيرانغ.

## روابط خارجية
- عبد الرحمان سليمان على موقع قاعدة بيانات كرة القدم.إي يو (الإنجليزية)
- عبد الرحمان سليمان على موقع Soccerway.com (الإنجليزية)